# Egres
Egres (Äkräs ou Äyräs (em finlandês)), na mitologia finlandesa, é o deus da vegetação. É venerado por fornecer produtos como nabos, feijão e linho.